# Lona Andre
Pour les articles homonymes, voir Andre.
Lona Andre, née à Nashville (Tennessee) le 2 mars 1915 et morte à Los Angeles (Californie) le 18 septembre 1992, est une actrice américaine.

## Biographie

### Vie privée
Lona Andre s'est mariée en 1935 avec l'acteur Edward Norris, mais le mariage n'a duré que quatre jours.

## Filmographie partielle

### Cinéma
- 1933 : The Mysterious Rider : Dorothy
- 1933 : The Woman Accused : Cora Matthews
- 1933 : Pick-up : Party Girl
- 1933 : The Girl in 419 : Chambermaid
- 1933 : International House : Chorus Queen
- 1933 : College Humor : Ginger
- 1933 : Her Bodyguard : Hat Check Girl
- 1933 : Too Much Harmony : Show Girl
- 1933 : L'Amour guide : M. Prial's Assistant
- 1933 : Take a Chance de Monte Brice : Miss Miami Beach
- 1934 : Aventure d'une évadée (School for Girls) : Peggy
- 1934 : Les Gars de la marine (Come on, Marines) : Shirley
- 1934 : Woman Unafraid : Peggy
- 1934 : Let's Be Ritzy :
- 1934 : Rythmes d'amour (Murder at the Vanities) : Lona - Earl Carroll Girl
- 1934 : The Old Fashioned Way : Girl in Audience
- 1934 : Two Heads on a Pillow : Pamela Devonshire
- 1934 : La Veuve joyeuse : Maid to Sonia
- 1934 : Avec votre permission (By Your Leave) de Lloyd Corrigan  : Florence Purcell
- 1934 : Lost in the Stratosphere : Sophie
- 1935 : Les Rivaux de la pompe (One Run Elmer) : The Girl
- 1935 : Les Nuits de la pampa (Under the Pampas Moon) : Girl
- 1935 : Border Brigands : Diane
- 1935 : Gobs of Trouble
- 1935 : Broadway Melody 1936 (Broadway Melody of 1936) : Showgirl
- 1935 : Happiness C.O.D. : Beatrice Manning
- 1935 : Skybound : Teddy Blaine
- 1935 : The Timid Young Man : Helen
- 1936 : Les Vengeurs de Buffalo Bill (en) (Custer's Last Stand) d'Elmer Clifton : Belle Meade
- 1936 : Three on a Limb : Molly
- 1936 : Lucky Terror : Ann Thornton aka Madame Fatima
- 1936 : C'est donc ton frère : Lily
- 1936 : Une aventure de Buffalo Bill : Southern Belle
- 1936 : Death in the Air : Helen Gage
- 1937 : High Hat : Dixie Durkin
- 1937 : The Great Hospital Mystery : Miss White
- 1937 : Slaves in Bondage : Dona Lee
- 1937 : Trailin' Trouble : Patty Blair
- 1938 : Race Suicide : Florence Davis
- 1938 : Sunset Murder Case : Nita Madera
- 1939 : Ring Madness
- 1940 : Scrappily Married
- 1940 : Ghost Valley Raiders : Linda Marley
- 1940 : A Night at Earl Carroll's : Chorus Girl
- 1941 : You're the One : Girl
- 1942 : Deux Nigauds dans une île : fille du bus avec Tommy
- 1943 : Taxi, Mister : danseuse de revue
- 1947 : The Case of the Baby Sitter : Maxine, nana du gang